# Моузес-Майкен, Сента
Се́нта Мише́ль Мо́узес-Ма́йкен (англ. Senta Michelle Moses Mikan; 8 августа 1973, Элмхерст, Иллинойс, США) — американская актриса

.

## Биография и карьера
Сента Мишель Моузес-Майкен родилась 8 августа 1973 года в Элмхерсте (штат Иллинойс, США) в семье итальянско-ливанского происхождения, став единственным ребёнком своих родителей.
Она в шоу-бизнесе с шестимесячного возраста, с тех пор, как появилась в рекламе подгузников, которую теперь называет «смущающей». С тех пор она появилась в более чем в 100 национальных рекламных роликах, в том числе для Teleflora, Wendy’s и Toyota.
В возрасте семи лет она получила роль Молли в Национальной туристической компании «Энни», появившись в 487 спектаклях. Во время своей учёбы в Чикагской академии искусств, Моузес снялась в фильме 1990 года «Один дома» и в его продолжении 1992 года «Один дома 2: Потерянный в Нью-Йорке» в роли двоюродной сестры Кевина МакКаллистера (Маколей Калкин). После окончания школы в возрасте шестнадцати лет, Моузес переехала в Калифорнию ради учёбы в Театральной школе Университета Южной Калифорнии.
Моузес появилась в художественных фильмах «Выбор Коннора», «Не могу дождаться», «Вашингтонское такси», «Королева крика», «Поцелуй» и «Текила». На телевидении она появилась в телесериалах «Сильное лекарство», «Учение Макса Бикфорда», «Все любят Рэймонда», «Женская бригада», «Прикосновение ангела» и «Нас пятеро»; сыграла роли второго плана в шоу «Моя так называемая жизнь», «Сестра, сестра», «Университет» и «Главный госпиталь». В 1993 году Моузес играла роль второго плана в субботнем утреннем ситкоме NBC «Запуск залов», который длился один сезон.
Моиузес также была в импровизированной труппе «Danger Danger».
С 16 июля 2015 года Моузес замужем за киномонтажёром Джо Майкеном. В настоящее время они проживают в Лос-Анджелесе.

## Избранная фильмография
| Год       |   | Русское название                    | Оригинальное название          | Роль                |
| --------- | - | ----------------------------------- | ------------------------------ | ------------------- |
| 1982      | ф | Укуренные 4                         | Things Are Tough All Over      | Ребёнок в прачечной |
| 1983      | ф | Вашингтонское такси                 | D.C. Cab                       | Дочь посла          |
| 1990      | ф | Один дома                           | Home Alone                     | Трейси МакКаллистер |
| 1991      | с | Кто здесь босс?                     | Who's the Boss?                | Тейлор              |
| 1992      | ф | Один дома 2: Потерянный в Нью-Йорке | Home Alone 2: Lost in New York | Трейси МакКаллистер |
| 2008—2009 | с | Университет                         | Greek                          | Лиззи               |
| 2020      | с | И повсюду тлеют пожары              | Little Fires Everywhere        | мисс Девор          |